# Ballon d'Or 1994
De Ballon d'Or 1994 was de 39e editie van de voetbalprijs georganiseerd door het Franse tijdschrift France Football. De prijs werd gewonnen door de Bulgaar Christo Stoitsjkov (FC Barcelona).
De jury was samengesteld uit 49 journalisten die aangesloten waren bij de volgende verenigingen van de UEFA: Albanië, Armenië, Duitsland, Oostenrijk, België, Bulgarije, Wit-Rusland, Bosnië-Herzegovina, Cyprus, Kroatië, Slovenië, Slowakije, Estland, Denemarken, Spanje, Finland, Frankrijk, Wales, Georgië, Griekenland, Hongarije, Engeland, Ierland, Noord-Ierland, Faeröer-eilanden, IJsland, Israël, Italië, Letland, Litouwen, Liechtenstein, Luxemburg, Macedonië, Malta, Moldavië, Nederland, Noorwegen, Polen, Portugal, Roemenië, Rusland, San Marino, Schotland, Tsjechië, Zweden, Zwitserland, Oekraïne, Turkije en Joegoslavië.
De resultaten van de stemming werden gepubliceerd in editie 2541 van France Football op 20 december 1994.

## Stemprocedure
Elk jurylid koos de beste vijf spelers van Europa. De speler op de eerste plaats kreeg vijf punten, de tweede keus vier punten en zo verder. Op die wijze werden 735 punten verdeeld, 225 punten was het maximale aantal punten dat een speler kon behalen (in geval van een negenenveertig koppige jury).

## Uitslag
| Plaats | Speler             | Club                              | Stemmen | Stemmen | Stemmen | Stemmen | Stemmen | Stemmen | Punten |
| Plaats | Speler             | Club                              | 1º      | 2º      | 3º      | 4º      | 5º      | Totaal  | Punten |
| ------ | ------------------ | --------------------------------- | ------- | ------- | ------- | ------- | ------- | ------- | ------ |
| 1º     | Christo Stoitsjkov | FC Barcelona                      | 28      | 13      | 5       | 1       | 1       | 48      | 210    |
| 2º     | Roberto Baggio     | Juventus                          | 6       | 17      | 6       | 7       | 6       | 42      | 136    |
| 3º     | Paolo Maldini      | AC Milan                          | 8       | 8       | 7       | 7       | 2       | 32      | 109    |
| 4º     | Gheorghe Hagi      | Brescia / FC Barcelona            | 4       | 5       | 2       | 9       | 4       | 24      | 68     |
|        | Tomas Brolin       | Parma                             | 1       | 2       | 12      | 7       | 5       | 27      | 68     |
| 6º     | Jürgen Klinsmann   | AS Monaco / Tottenham Hotspur     | 1       | 1       | 5       | 5       | 9       | 21      | 43     |
| 7º     | Thomas Ravelli     | Göteborg                          | 1       |         | 2       | 1       | 8       | 12      | 21     |
| 8º     | Jari Litmanen      | Ajax                              |         |         | 2       | 2       | 2       | 6       | 12     |
| 9º     | Marcel Desailly    | AC Milan                          |         | 1       | 1       |         | 1       | 3       | 8      |
|        | Dejan Savićević    | AC Milan                          |         |         | 2       |         | 2       | 4       | 8      |
| 11º    | Franco Baresi      | AC Milan                          |         | 1       | 1       |         |         | 2       | 7      |
|        | Michel Preud'homme | Mechelen / Benfica                |         |         |         | 3       | 1       | 4       | 7      |
| 13º    | Michael Laudrup    | FC Barcelona / Real Madrid        |         | 1       |         |         |         | 1       | 4      |
|        | Iordan Letchkov    | Hamburger SV                      |         |         |         | 2       |         | 2       | 4      |
|        | Éric Cantona       | Manchester United                 |         |         |         | 1       | 2       | 3       | 4      |
| 16º    | Krasimir Balakov   | Sporting Lissabon                 |         |         | 1       |         |         | 1       | 3      |
|        | José Luís Caminero | Atlético Madrid                   |         |         | 1       |         |         | 1       | 3      |
|        | Jean-Pierre Papin  | AC Milan / Bayern München         |         |         | 1       |         |         | 1       | 3      |
|        | Giuseppe Signori   | Lazio                             |         |         |         | 1       | 1       | 2       | 3      |
|        | Lothar Matthäus    | Bayern München                    |         |         | 1       |         |         | 1       | 3      |
| 21º    | Philippe Albert    | RSC Anderlecht / Newcastle United |         |         |         | 1       |         | 1       | 2      |
|        | Otto Konrad        | Austria Salzburg                  |         |         |         | 1       |         | 1       | 2      |
|        | Ciriaco Sforza     | 1. FC Kaiserslautern              |         |         |         | 1       |         | 1       | 2      |
| 24º    | Kennet Andersson   | Lille / Caen                      |         |         |         |         | 1       | 1       | 1      |
|        | Zvonimir Boban     | AC Milan                          |         |         |         |         | 1       | 1       | 1      |
|        | Martin Dahlin      | Borussia Mönchengladbach          |         |         |         |         | 1       | 1       | 1      |
|        | Josep Guardiola    | FC Barcelona                      |         |         |         |         | 1       | 1       | 1      |
|        | Andreas Möller     | Juventus / Borussia Dortmund      |         |         |         |         | 1       | 1       | 1      |

## Referentie
- Eindklassement op RSSSF

France Football:
1956 · 
1957 · 
1958 · 
1959 · 
1960 · 
1961 · 
1962 · 
1963 · 
1964 · 
1965 · 
1966 · 
1967 · 
1968 · 
1969 · 
1970 · 
1971 · 
1972 · 
1973 · 
1974 · 
1975 · 
1976 · 
1977 · 
1978 · 
1979 · 
1980 · 
1981 · 
1982 · 
1983 · 
1984 · 
1985 · 
1986 · 
1987 · 
1988 · 
1989 · 
1990 · 
1991 · 
1992 · 
1993 · 
1994 · 
1995 · 
1996 · 
1997 · 
1998 · 
1999 · 
2000 · 
2001 · 
2002 · 
2003 · 
2004 · 
2005 · 
2006 · 
2007 · 
2008 · 
2009 · 
2016 · 
2017 · 
2018 · 
2019 · 
2021 · 
2022 · 
2023 · 
2024